# Kurt Egon Wolff
Kurt Egon-Theodor Wolff (* 4. November 1911 in Berlin; † 21. Juni 2001 in Seattle) war ein deutscher Kabarettist, Conférencier, Regisseur, Gründer des frühesten Exilkabarett Ping-Pong in Holland und Musikmanager bei Warner Bros.

## Leben
Kurt Egon-Theodor Wolff, Sohn von Wilhelm Wolff und Hedwig, geborene Cohn, begann seine Karriere mit Auftritten als Conférencier in diversen Berliner Kabaretts, spielte daneben gelegentlich als Schauspieler auf Kleinkunstbühnen oder in Filmrollen. Im Oktober 1931 gründete er im „Café Plantage“, an der Uhlandstraße/Ecke Kurfürstendamm, in Berlin das politisch-satirische Kabaret Ping-Pong, in welchem er selbst als Conférencier und Kabarettist auftrat. An der bunten Mischung des Programms waren Künstler wie Colette Corder, Ellen Frank, Fritz Lafontaine, Robert Klein-Lörk, Ilse Trautschold, Hans-Joachim Sohn-Rethel, Dora Gerson und viele mehr beteiligt. Spielstätten fanden sich in Berlin unter anderen im Theater „Der blaue Vogel“ oder im Café „Tonhalle“, und auf Tourneen, wie beispielsweise von 1931 bis 1933 im Kurhaus-Kabarett in Scheveningen.
Nach der Machtübernahme der Nationalsozialisten emigrierte Wolff in die Niederlande und gründete im Mai 1933 das Exilkabarett Ping-Pong. Wolff war nicht aus politischen Gründen geflüchtet, sondern weil man ihn als Juden in Deutschland mit Auftrittsverboten belegt hatte. Einige, der in Berlin zurückgebliebene Mitglieder des Ping-Pong, beschlossen sich Wolff anzuschließen. Zu den prominentesten gehörten auch Künstler des Berliner Katakomben-Kabaretts, darunter die Chanteuse Dora Gerson und die Tänzerinnen Chaja Goldstein (1908–1999) und Julia Marcus (1905–2002). Komponist und Sänger Curt Bry trat auch der Truppe bei. Die Ping-Pong Shows waren entschieden antimilitaristisch und politisch, mit Texten von Brecht, Hollaender, Kästner und Tucholsky. Gegen Ende des Jahres 1933 drohte die Aberkennung der Arbeitserlaubnis. Die Fremdenpolizei wollte Nachweise für die „Nicht Unterstützungsbedürftigkeit“ sehen. Wolff entzog sich der Schließung, indem er mit der Truppe Ping-Pong in die Schweiz ging. Hier schloss sich der Schauspieler Erwin Parker (1903–1987) an.
Im Herbst 1934, zurück Amsterdam, trat Wolff mit einem neuen Ping-Pong Programm, ohne Gerson und Sohn-Rethel, auf. Parker war mit aus der Schweiz gekommen und das deutsche Ensemble wurde von Wolff auch mit niederländisch Unterhaltungskünstlern bereichert, um somit erneut einem Verbot zu entgehen. Diese hatten gegen das Überangebot der deutschen Emigranten in der niederländischen Unterhaltungskunst protestiert, so dass in deutschen Ensembles künftig auch Niederländer vertreten sein mussten. Der Erfolg blieb allerdings aus. Wolff hatte das Programm auf die Unterhaltung verlagert und es fehlten die großen Stars. Nach negativen Besprechungen blieben die Zuschauer fern und nach ein paar Aufführungen löste sich das Ping-Pong endgültig auf.
Kurt Egon Wolff verlagerte seine Profession und wurde Manager von Sohn-Rethel (damals bekannt unter Freddy Dosh), mit welchem er 1937 nach England übersiedelte und 1939 nach Los Angeles emigrierte. In Hollywood arbeitete Wolff in verschiedenen Berufen, bis er schließlich eine Karriere, als Manager der Orchestervermittlung, in der Musikabteilung von Warner Bros. machte. Nebenbei führte er eine Künstleragentur. Im Jahre 1977 zog Kurt Egon Wolff nach Santa Monica und später in den Bundesstaat Washington, wo er im Jahre 2001, im Alter von 89, in Seattle starb. Kurt Egon Wolff, hinterließ nach fünfundfünfzig Ehejahren Dorothy, eine in Berlin geborene Lewy, und seinen Sohn Efram, Grafiker und Bildhauer, geboren in Los Angeles. Sein Grab befindet sich auf dem „Bikur Cholim“ Friedhof in Seattle.